# Nephropsis aculeata
Nephropsis aculeata är en kräftdjursart som beskrevs av Sidney Irving Smith 1881. Nephropsis aculeata ingår i släktet Nephropsis och familjen humrar. IUCN kategoriserar arten globalt som livskraftig. Inga underarter finns listade i Catalogue of Life.